# Igbo (llengua)
L'igbo (igbo: Asụsụ Igbo) és la llengua nadiua dels igbos que es parla a Igboland, al sud-est de Nigèria. L'Igbo és una llengua nacional de Nigèria. Hi ha uns 20 milions d'igbo-parlants, la majoria a Nigèria i sobretot són del grup humà dels igbos. S'escriu amb l'alfabet llatí, que fou introduït a Nigèria pels colonitzadors britànics. Algunes societats secretes com els ekpe utilitzen els símbols Nsibidi, que van ser inventats pels ekois i que també s'utilitzen en altres llengües com l'efik.
L'igbo té més de vint dialectes. El 1972 es va desenvolupar un igbo estàndard literari que es basà en els dialectes d'Owerri i d'Umuahia. Les llengües igboides són molt properes i de vegades són considerades com a dialectes de l'igbo. L'ekpeye és la llengua igboide més diferent de l'igbo i l'ika és una llengua igboide que té una forma estàndard.
Les llengües igbo són l'igbo pròpiament dit, l'ezaa, l'ika, l'ikwere, l'ikwo, l'izii, el mgbolizhia, l'ogbah i l'ukwuani-aboh-ndoni.

## Història

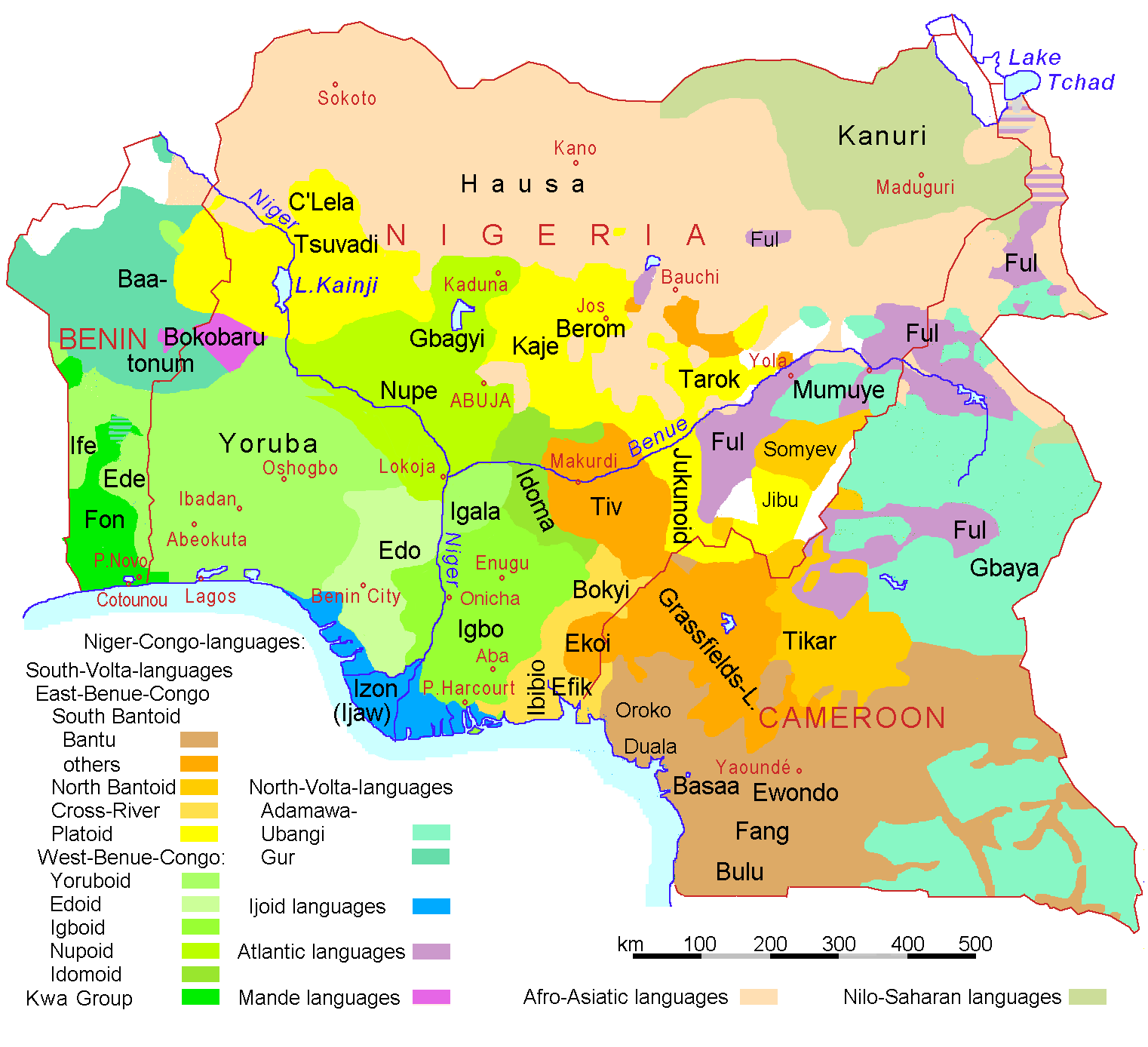
Mapa lingüístic de Camerun, Nigèria i Benín

Geschichte der Mission der Evangelischen Bruder auf den Carabischen (1777) (Història de la Missió Evangelitzadora dels Germans del Carib) és el primer llibre editat que incorpora paraules en llengua igbo. El 1789 a Londres es va editar The Interesting Narrative of the Life of Olaudah Equiano, escrita per Olaudah Equiano, un antic esclau, conté 79 mots en llengua igbo. Aquesta obra també explicava aspectes dels costums dels igbos, ja que Equiano n'era un.
Things Fall Apart (1958) és una novel·la escrita pel nigerià Chinua Achebe. Aquesta novel·la tracta sobre els canvis que va experimentar els igbos i els seus costums i cultura durant el colonialisme britànic i la introducció del cristianisme a finals del segle xix i principis del Segle XX. Aquesta és la novel·la sobre la cultura igbo.
L'Igbo central és el dialecte que ha esdevingut l'igbo estàndard des del 1939. Es parla a la Província d'Owerri, entre les ciutats d'Owerri i Umuahia.

## Vocabulari
L'Igbo ha incorporat lèxic de llengües europees, sobretot l'anglès. Per exemple, són anglicisme les paraules blu (blau) i opareto (operador).
La llengua igbo té un nombre molt limitat d'adjectius; només en té vuit: ukwu (gran), oji (fosc), ọcha (suau), ọhụrụ  (nou), ochie (vell), ọma (bo) i ọjọọ (dolent).
Molts noms de la llengua igbo són fusions de mots antics i de frases. Per exemple, el mot akwụkwọ nri (vegetals) significa literalment "fulles per menjar" i ụgbọ igwe (tren) prové de les paraules ụgbọ (vehicle) i igwe (ferro). Hi ha paraules polisèmiques (que tenen diversos significats); per exemple, akwụkwọ (paper, escola, llibre i educació).

## Proverbis
Els proverbis i expressions idiomàtiques (en igbo, ilu) tenen molt valor pels igbos i són molt estesos. Els proverbis són molt utilitzats per la societat tradicional per a descriure amb poques paraules allò que s'hauria de fer amb moltes més.

## Sons

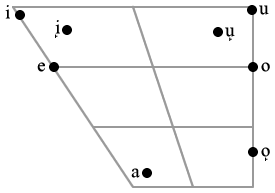
els fonemes vocàlics de l'igbo (1999).

L'igbo és una llengua tonal amb dos tons distintius, agut i greu. En alguns casos es reconeix un tercer to agut més baix. El lingüista fonòleg John Goldsmith va utilitzar la llengua igbo com un exemple de les llengües tonals a la seva obra The Sound Pattern of English. A causa del seu sistema tonal, una paraula en igbo té significats molt diferents segons la seva pronunciació. Per exemple, akwa pot significar plor, llit, ou i drap.
|            |           | Bilabial | Bilabial | Labio- dental | Labio- dental | Dental/ Alveolar | Dental/ Alveolar | Postalveolar | Postalveolar | Palatal | Palatal | Velar  | Velar  | Velar | Velar | Labial- velar | Labial- velar | Glotal | Glotal |
| plain      | plain     | Bilabial | Bilabial | Labio- dental | Labio- dental | Dental/ Alveolar | Dental/ Alveolar | Postalveolar | Postalveolar | Palatal | Palatal | labio. | labio. |       |       | Labial- velar | Labial- velar | Glotal | Glotal |
| ---------- | --------- | -------- | -------- | ------------- | ------------- | ---------------- | ---------------- | ------------ | ------------ | ------- | ------- | ------ | ------ | ----- | ----- | ------------- | ------------- | ------ | ------ |
| Oclusiva   | Oclusiva  | p        | b~m      |               |               | t                | d                |              |              |         |         | k      | ɡ~ŋ    | kʷ    | ɡʷ~ŋʷ | k͡p            | ɡ͡b            |        |        |
| Africada   | Africada  |          |          |               |               |                  |                  | tʃ           | dʒ           |         |         |        |        |       |       |               |               |        |        |
| Fricativa  | Fricativa |          |          | f             |               | s                | z                | ʃ            |              |         |         |        | ɣ      |       |       |               |               | ɦ~ɦ̃    |        |
| Aproximant | central   |          |          |               |               |                  |                  | ɹ            | ɹ            | j~ɲ     | j~ɲ     |        |        |       |       | w             | w             |        |        |
| Aproximant | lateral   |          |          |               |               |                  |                  | l~n          | l~n          |         |         |        |        |       |       |               |               |        |        |

## Escriptura

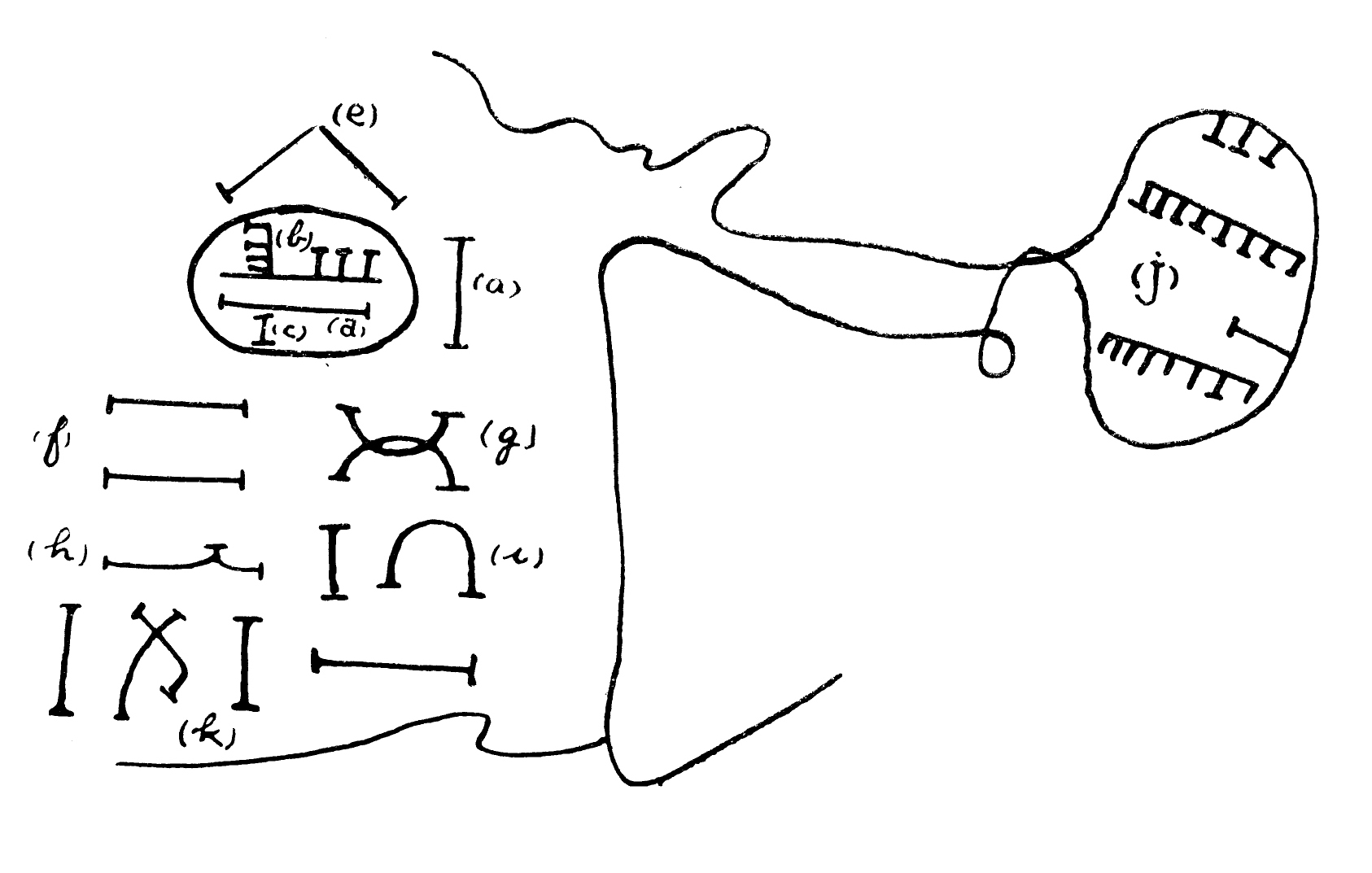
Un text escrit en nsibidi de principis del Segle XX.

Els igbos han utilitzat molt el llenguatge d'ideogrames nsibidi que fou inventat pels ekois, un grup humà veí per l'escriptura bàsica. Però el seu ús va caure en desús al segle xvi perquè aquest sistema d'escriptura fou adoptat per societats secretes com els ekpe que la van utilitzar com una manera secreta de comunicació. L'Nsibidi, però no és un sistema d'escriptura complet i no s'hi pot transcriure tota la llengua igbo.
Tot i l'alt grau de dialectalització, s'ha arribat a un acord per estandarditzar l'ortografia el 1962. La següent taula mostra les equivalències de l'alfabet segons l'alfabet fonètic internacional.
| Lletra                                       | A    | B    | Ch   | D   | E    | F    | G   | Gb     |
| -------------------------------------------- | ---- | ---- | ---- | --- | ---- | ---- | --- | ------ |
| Pronunciació (Alfabet fonètic internacional) | /a/  | /b/  | /tʃ/ | /d/ | /e/  | /f/  | /ɡ/ | /ɓ~ɡ͡ɓ/ |
|                                              |      |      |      |     |      |      |     |        |
| Lletra                                       | Gh   | Gw   | H    | I   | Ị    | J    | K   | Kp     |
| Pronunciació                                 | /ɣ/  | /ɡʷ/ | /ɦ/  | /i/ | /ɪ̙/  | /dʒ/ | /k/ | /ƥ~k͡p/ |
|                                              |      |      |      |     |      |      |     |        |
| Lletra                                       | Kw   | L    | M    | N   | Nw   | Ny   | Ṅ   | O      |
| Pronunciació                                 | /kʷ/ | /l/  | /m/  | /n/ | /ŋʷ/ | /ɲ/  | /ŋ/ | /o/    |
|                                              |      |      |      |     |      |      |     |        |
| Lletra                                       | Ọ    | P    | R    | S   | Sh   | T    | U   | Ụ      |
| Pronunciació                                 | /ɔ̙/  | /p/  | /ɹ/  | /s/ | /ʃ/  | /t/  | /u/ | /ʊ̙/    |
|                                              |      |      |      |     |      |      |     |        |
| Lletra                                       | V    | W    | Y    | Z   |      |      |     |        |
| Pronunciació                                 | /v/  | /w/  | /j/  | /z/ |      |      |     |        |

## L'igbo a la diàspora
A causa del comerç d'esclaus atlàntic l'igbo es va difondre a través dels esclaus a les colònies d'Amèrica. Entre aquestes hi ha els Estats Units, la República Dominicana, Jamaica, Belize, Barbados i les Bahames, entre d'altres. Per exemple, en el crioll jamaicà, el pronom unu (vosaltres) està agafat de l'igbo; red eboe (eboe una variant del mot igbo) descriu una persona negra amb la pell més clara (tal com són els igbos; i soso (només) també prové de la llengua igbo.
A Barbados, els esclaus barbadians utilitzaven la paraula bim quan parlaven de si mateixos (per autodefenir-se). Aquesta paraula prové de l'igbo, del mot bi mu (o bem, Ndi bem, Nwanyi ibem o Nwoke ibem, segons el dialecte i significa: La meva gent), tot i que pot tenir molts altres orígens.